# Utricularia quelchii
Espèce
Utricularia quelchii est une espèce de plantes à fleurs de la famille des Lentibulariaceae. C'est une plante carnivore originaire d'Amérique du Sud (sud du Brésil, Guyana et Venezuela).

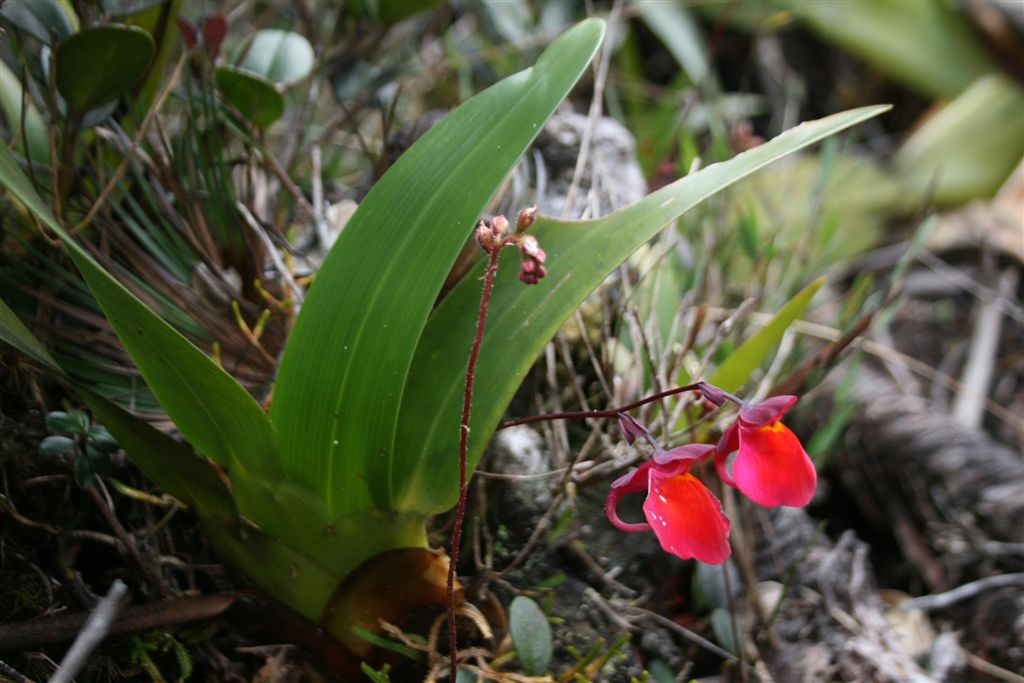
Spécimens de Utricularia quelchii et de Stegolepis guianensis.